# Martyn Housden
Victor Martyn Housden (geboren 14. Mai 1962) ist ein britischer Historiker.

## Leben
Martyn Housden wurde 1989 an der University of Bradford mit einer Dissertation über Helmut Nicolai promoviert. Er ist Dozent für Zeitgeschichte an der University of Bradford. Er forscht zur deutschen Geschichte in der ersten Hälfte des 20. Jahrhunderts.

## Schriften (Auswahl)
- Helmut Nicolai and Nazi ideology. London : Macmillan, 1992
- Resistance and conformity in the Third Reich. London : Routledge, 1997
- Hitler: Study of a Revolutionary? Routledge, London 2000, ISBN 0-415-16359-5
- Hans Frank. Lebensraum and the Holocaust. Houndmills, Basingstoke, Hampshire : Palgrave Macmillan, 2003
- A liberal nationalist and Europe 1920–1925 : Ewald Ammende and his idea of a peaceful continent. In: Przegląd Stosunków Międzynarodowych. 2006, nr 2, S. 4–23
- The Holocaust. Events, Motives and Legacy. Tirril: Humanities-Ebooks. 2007
- mit John Hiden: Neighbours or enemies? : Germans, the Baltic and beyond. Amsterdam : Rodopi, 2008 ISBN 978-90-420-2349-9
- mit David J. Smith (Hrsg.): Forgotten Pages in Baltic History. Diversity and Inclusion. Amsterdam: Rodopi, 2011
- The League of Nations and the Organisation of Peace. London: Longman, 2012
- On their own behalf : Ewald Ammende, Europe's national minorities and the campaign for cultural autonomy ; 1920–1936. Amsterdam : Rodopi, 2014 ISBN 9789042038769